# Бен Ледерман
Бен Ледерман (пол. Ben Lederman, нар. 8 травня 2000, Лос-Анджелес) — американський і польський футболіст, півзахисник клубу «Ракув».
Виступав, зокрема, за клуб «Хакоах», а також молодіжну збірну Польщі.
Чемпіон Польщі. Дворазовий володар Кубка Польщі. Дворазовий володар Суперкубка Польщі.

## Клубна кар'єра
Народився 8 травня 2000 року в місті Лос-Анджелес.
У дорослому футболі дебютував 2020 року виступами за команду «Хакоах».
До складу клубу «Ракув» приєднався 2020 року. Станом на 25 березня 2022 року відіграв за команду з Ченстохови 66 матчів в національному чемпіонаті.

## Виступи за збірну
З 2022 року залучався до складу молодіжної збірної Польщі. На молодіжному рівні зіграв в одному офіційному матчі.

## Титули і досягнення
- Чемпіон Польщі (1):

«Ракув»: 2022-2023
- Володар Кубка Польщі (2):

«Ракув»: 2020-2021, 2021-2022
- Володар Суперкубка Польщі (2):

«Ракув»: 2021, 2022